# علي بن إبراهيم الحصري
أَبُو الْحسن عَليّ بن إِبْرَاهِيم الحصري، أحد علماء أهل السنة والجماعة ومن أعلام التصوف السني في القرن الرابع الهجري، قال عنه أبو عبد الرحمن السلمي: «كَانَ شيخ الْعرَاق ولسانها، لم نر فِيمَن رَأينَا من الْمَشَايِخ أتم حَالاً مِنْهُ وَلَا أحسن لِسَاناً مِنْهُ وَلَا أَعلَى كلَاماً، وكَانَ أوحد الْمَشَايِخ ولسان الْوَقْت وَكَانَ أوحد فِي طَرِيقَته من أجل الْمَشَايِخ وأظرفهم وألطفهم، لَهُ لِسَان فِي التَّوْحِيد يخْتَص هُوَ بِهِ ومقام فِي التفريد والتجريد مُسلم لَهُ لم يُشَارِكهُ فِيهِ أحد بعده، وَهُوَ أستاذ الْعِرَاقِيّين وَبِه تأدب من تأدب مِنْهُم»، أصله من البصرة في العراق وسكن بغداد، صحب أَبَا بكر الشبلي وَغَيره من الْمَشَايِخ، مَاتَ بِبَغْدَاد فِي يَوْم الْجُمُعَة فِي ذِي الْحجَّة سنة 371 هـ الموافق 982م، وقيل مات في ذي القعدة وكان عمرهُ قريباً من الثمانين عاماً، ودُفن بمقبرة باب حرب.

## من أقواله
- من ادّعى فِي شَيْء من الْحَقِيقَة كَذبته شَوَاهِد كشف الْبَرَاهِين.[1]
- الصُّوفِي لَا ينزعج فِي انزعاجه وَلَا يقر فِي قراره.[1]
- وجدت من يدعو إنما يدعو الله بظاهره ويدعو إلى نفسه بباطنه لأنه يحب أن يعظّم وأن يشار إليه ويعرف موضعه ويثنى عليه الثناء الحسن وإذا أحب يحبه الخلق له وتعظيمهم إياه فقد دعاهم إلى نفسه لا إلى ربه.[2]